# ライアン・ゴメス
ライアン・アンソニー・ゴメス（Ryan Anthony Gomes, 1982年9月1日 - ）は、アメリカ合衆国・コネチカット州ウォーターバリー出身の元プロバスケットボール選手、指導者。現在はプロビデンス大学のアシスタントコーチを務めている。ポジションはスモールフォワードまたはパワーフォワード。日本ではライアン・ゴームスと表記されることもある。

## 経歴

### 学生時代
ウォーターベリーのウィルビー高校卒業後、プロビデンス大学に進学。1年目となる2001-02シーズンから先発に定着し、ビッグ・イースト・カンファレンスのオールルーキーファーストチームに選ばれた。2年目には同カンファレンスのセカンドチームに選ばれ、3年目にはファーストチームと着実に出世を重ね、最終学年の04-05シーズンには平均21.6得点、8.2リバウンドを記録し、2年連続のカンファレンスファーストチームに加え、AP通信選出のオールアメリカンチームなどに選ばれた。

### NBA
2005年のNBAドラフトにエントリーしたゴメスは、サイズの問題もあり、2巡目全体50位という下位指名でボストン・セルティックスに入団した。ルーキーイヤーとなった05-06シーズン、ドラフト下位指名プレイヤーのゴメスに与えられる出場時間は制限されたが、シーズン中盤にケンドリック・パーキンスが故障によりチームを離れると以降ゴメスは全試合で先発に起用されるようになり、8回のダブルダブルを達成するなどドラフト指名時の評価を覆す活躍をみせ、オールルーキーセカンドチームに選ばれた。2年目の06-07シーズンには60試合に先発あ出場、1試合の平均出場時間は30分を越え、平均得点も2桁に達したが、オフにケビン・ガーネット獲得のためのトレード要員の1人として、ミネソタ・ティンバーウルブズに移籍した。
ウルブズ移籍後、出場した試合のうち、ほとんどを先発出場し、平均得点も3シーズン連続２桁を記録した。2009-10シーズン後、トレードでポートランド・トレイルブレイザーズへ移籍したが、すぐに解雇された。その後、ロサンゼルス・クリッパーズと契約した。
2012年11月22日、ドイツ、バスケットボール・ブンデスリーガのアートランド・ドラゴンズに移籍。
2013年8月7日、オクラホマシティ・サンダーに移籍。NBAに復帰した。
2016年8月23日、選手生活に区切りを付け、Dリーグのロングアイランド・ネッツのアシスタントコーチに就任した。

## 個人成績

### NBA

#### レギュラーシーズン
| シーズン | チーム | GP  | GS  | MPG  | FG%  | 3P%  | FT%  | RPG | APG | SPG | BPG | PPG  |
| -------- | ------ | --- | --- | ---- | ---- | ---- | ---- | --- | --- | --- | --- | ---- |
| 2005–06  | BOS    | 61  | 33  | 22.6 | .487 | .333 | .752 | 4.9 | 1.0 | .6  | .1  | 7.6  |
| 2006–07  | BOS    | 73  | 60  | 31.2 | .467 | .381 | .811 | 5.6 | 1.6 | .7  | .2  | 12.1 |
| 2007–08  | MIN    | 82* | 74  | 29.7 | .457 | .330 | .830 | 5.8 | 1.8 | .8  | .1  | 12.6 |
| 2008–09  | MIN    | 82* | 76  | 31.9 | .431 | .372 | .807 | 4.8 | 1.6 | .8  | .3  | 13.3 |
| 2009–10  | MIN    | 76  | 64  | 29.1 | .447 | .372 | .825 | 4.6 | 1.6 | .8  | .2  | 10.9 |
| 2010–11  | LAC    | 76  | 62  | 27.6 | .410 | .341 | .718 | 3.3 | 1.6 | .8  | .2  | 7.2  |
| 2011–12  | LAC    | 32  | 2   | 13.3 | .326 | .138 | .727 | 1.9 | .4  | .5  | .0  | 2.3  |
| 2013–14  | OKC    | 5   | 0   | 6.8  | .375 | .000 | ---  | .8  | .2  | .0  | .0  | 1.2  |
| 通算     | 通算   | 482 | 371 | 27.9 | .445 | .349 | .799 | 4.6 | 1.5 | .7  | .2  | 10.1 |

## 脚註
1. ↑  Ryan Gomes and Pat Rafferty named Long Island Nets assistant coaches